# Джалаурта
Джалаурта (груз. ჯალაურთა) — село в Грузии, на территории Сачхерского муниципалитета края (мхаре) Имеретия.

## География
Село находится в центральной части Грузии, на левом берегу реки Проне (бассейн Квирилы), на расстоянии 21 километра к югу от города Сачхере, административного центра муниципалитета. Абсолютная высота — 813 метров над уровнем моря.

## Население
По результатам официальной переписи населения 2014 года, в Джалаурте проживало 1144 человека (556 мужчин и 588 женщин). В национальной структуре населения грузины составляли 99,8 %, русские — 0,2 %.
| Год  | Население, человек |
| ---- | ------------------ |
| 2002 | 1609               |
| 2014 | ↘ 1144             |